# Burlington (Wyoming)
Pour les articles homonymes, voir Burlington.
Burlington est une municipalité américaine située dans le comté de Big Horn au Wyoming.
Lors du recensement de 2010, sa population est de 288 habitants. La municipalité s'étend sur 1,01 milles carrés (2,62 km2).